# Ґордон Кіллік
Ґордон Кіллік (англ. Gordon Killick, 3 червня 1899 — 10 жовтня 1962) — британський академічний веслувальник.
Срібний призер Олімпійських Ігор 1928 року в складі вісімки.